# Dmitriy Chizhikov
Dmitriy Chizhikov (né le 6 décembre 1993) est un athlète russe, spécialiste du triple saut.

## Biographie
Le 17 juin 2015 à Saransk, il bat son record personnel en 17,20 m (vent favorable 1,7 m/s).

### Palmarès
| Date | Compétition                   | Lieu    | Résultat | Performance |
| ---- | ----------------------------- | ------- | -------- | ----------- |
| 2015 | Championnats d'Europe espoirs | Tallinn | 1er      | 17,05 m     |

### Records
| Épreuve     | Épreuve      | Performance | Lieu    | Date            |
| ----------- | ------------ | ----------- | ------- | --------------- |
| Triple saut | En plein air | 17,20 m     | Saransk | 17 juin 2015    |
| Triple saut | En salle     | 16,89 m     | Moscou  | 18 février 2015 |